# Flecha Valona Femenina 2019
La 22.ª edición del Flecha Valona Femenina se celebró el 24 de abril de 2019 sobre un recorrido de 118,5 km con inicio y final en la ciudad de Huy en Bélgica rematando en el conocido Muro de Huy.
La carrera hizo parte del UCI WorldTour Femenino 2019 como competencia de categoría 1.WWT del calendario ciclístico de máximo nivel mundial siendo la octava carrera de dicho circuito y fue ganada por la ciclista neerlandesa Anna van der Breggen del equipo Boels-Dolmans, quien con esta victoria suma su quinto triunfo consecutivo en la carrera. El podio lo completaron la también ciclista neerlandesa Annemiek van Vleuten del equipo Mitchelton-Scott y la ciclista danesa Annika Langvad del equipo Boels-Dolmans.

## Recorrido
El recorrido fue idéntico al de la edición anterior y estuvo compuesto por un gran circuito seguido por circuito menor. Se subieron 7 cotas, que se indican a continuación:
| N.º | Nombre          | Longitud (m) | Pendiente media | km    | km a la llegada |
| --- | --------------- | ------------ | --------------- | ----- | --------------- |
| 1   | Côte de Warre   | 45,5         | 2 200           | 4,9 % | 73              |
| 2   | Côte d'Ereffe   | 73           | 2 100           | 5 %   | 45,5            |
| 3   | Côte de Cherave | 83,5         | 1 300           | 8,1 % | 35              |
| 4   | Muro de Huy     | 89,5         | 1 300           | 9,6 % | 29              |
| 5   | Côte d'Ereffe   | 102          | 2 100           | 5 %   | 16,5            |
| 6   | Côte de Cherave | 112,5        | 1 300           | 8,1 % | 6,0             |
| 7   | Muro de Huy     | 118,5        | 1 300           | 9,6 % | 0               |

## Equipos
Tomaron parte en la carrera un total de 24 equipos invitados por la organización, todos ellos de categoría UCI Team Femenino, quienes conformaron un pelotón de 142 ciclistas de las cuales terminaron 78. Los equipos participantes fueron:
| Equipos femeninos (24)- Alé Cipollini - Aromitalia Vaiano - Astana Women's - BePink - Bigla - Boels Dolmans - BTC City Ljubljana - Canyon-SRAM Racing - CCC-Liv - Cogeas-Mettler - Doltcini-Van Eyck Sport - FDJ-Nouvelle Aquitaine-Futuroscope - Hagens Berman-Supermint - Health Mate-Ladies Team - Lotto Soudal Ladies - Mitchelton-Scott - Movistar Team - Parkhotel Valkenburg-Destil - Sunweb Women - Tibco-Silicon Valley Bank - Trek-Segafredo - Valcar Cylance - Virtu Cycling Women - WNT-Rotor Pro Cycling |
| |

## Clasificaciones finales
Las clasificaciones finalizaron de la siguiente forma:

### Clasificación general
| \| Clasificación general \| Clasificación general \| Clasificación general \| Clasificación general \| Clasificación general \| \| Ciclista \| Ciclista \| Equipo \| Tiempo \| \| \| --------------------- \| ---------------------- \| ------------------------- \| --------------------- \| --------------------- \| \| 1.ª \| Anna van der Breggen \| Boels Dolmans \| 3 h 17 min 04 s \| \| \| 2.ª \| Annemiek van Vleuten \| Mitchelton-Scott \| + 1 s \| \| \| 3.ª \| Annika Langvad \| Boels Dolmans \| + 4 s \| \| \| 4.ª \| Marianne Vos \| CCC-Liv \| + 14 s \| \| \| 5.ª \| Demi Vollering \| Parkhotel Valkenburg \| + 16 s \| \| \| 6.ª \| Katarzyna Niewiadoma \| Canyon-SRAM Racing \| + 17 s \| \| \| 7.ª \| Ashleigh Moolman-Pasio \| CCC-Liv \| + 20 s \| \| \| 8.ª \| Cecilie Uttrup Ludwig \| Bigla \| + 23 s \| \| \| 9.ª \| Brodie Chapman \| Tibco-Silicon Valley Bank \| + 26 s \| \| \| 10.ª \| Mavi García \| Movistar Team \| + 33 s \| \| |                        |                           |                 |
| |                        |                           |                 |
| Fuente: ProCyclingStats |                        |                           |                 |
| Clasificación general |                        |                           |                 |
| Ciclista | Ciclista               | Equipo                    | Tiempo          |
| 1.ª | Anna van der Breggen   | Boels Dolmans             | 3 h 17 min 04 s |
| 2.ª | Annemiek van Vleuten   | Mitchelton-Scott          | + 1 s           |
| 3.ª | Annika Langvad         | Boels Dolmans             | + 4 s           |
| 4.ª | Marianne Vos           | CCC-Liv                   | + 14 s          |
| 5.ª | Demi Vollering         | Parkhotel Valkenburg      | + 16 s          |
| 6.ª | Katarzyna Niewiadoma   | Canyon-SRAM Racing        | + 17 s          |
| 7.ª | Ashleigh Moolman-Pasio | CCC-Liv                   | + 20 s          |
| 8.ª | Cecilie Uttrup Ludwig  | Bigla                     | + 23 s          |
| 9.ª | Brodie Chapman         | Tibco-Silicon Valley Bank | + 26 s          |
| 10.ª | Mavi García            | Movistar Team             | + 33 s          |

## Ciclistas participantes y posiciones finales
Convenciones:
- AB-N: Abandono en la etapa "N"
- FLT-N: Retiro por llegada fuera del límite de tiempo en la etapa "N"
- NTS-N: No tomó la salida para la etapa "N"
- DES-N: Descalificado o expulsado en la etapa "N"

## UCI WorldTour Femenino
La Flecha Valona Femenina otorgó puntos para el UCI WorldTour Femenino 2019 y el UCI World Ranking Femenino, incluyendo a todas las corredoras de los equipos en las categorías UCI Team Femenino. Las siguientes tablas muestran el baremo de puntuación y las 10 corredoras que obtuvieron más puntos:
| Posición   | 1.ª | 2.ª | 3.ª | 4.ª | 5.ª | 6.ª | 7.ª | 8.ª | 9.ª | 10.ª | 11.ª | 12.ª | 13.ª | 14.ª | 15.ª | 16.ª-30.ª | 31.ª-40.ª |
| Puntuación | 200 | 150 | 125 | 100 | 85  | 70  | 60  | 50  | 40  | 35   | 30   | 25   | 20   | 15   | 10   | 5         | 3         |

| Clasificación |                       |                      |        |
| Posición      | Ciclista              | Equipo               | Puntos |
| ------------- | --------------------- | -------------------- | ------ |
| 1.ª           | Anna van der Breggen  | Boels-Dolmans        | 200    |
| 2.ª           | Annemiek van Vleuten  | Mitchelton-Scott     | 150    |
| 3.ª           | Annika Langvad        | Boels-Dolmans        | 125    |
| 4.ª           | Marianne Vos          | CCC-Liv              | 100    |
| 5.ª           | Demi Vollering        | Parkhotel Valkenburg | 85     |
| 6.ª           | Katarzyna Niewiadoma  | Canyon SRAM Racing   | 70     |
| 7.ª           | Ashleigh Moolman      | CCC-Liv              | 60     |
| 8.ª           | Cecilie Uttrup Ludwig | Bigla                | 50     |
| 9.ª           | Brodie Chapman        | Tibco-SVB            | 40     |
| 10.ª          | Mavi García           | Movistar             | 35     |